# Agnès Delarive
Pour les articles homonymes, voir Delarive.
Agnès Delarive est une scénariste et réalisatrice française de télévision.

## Filmographie

### comme réalisatrice

#### Télévision

##### Séries télévisées
- 1969 : Musicolor (2 épisodes)
- 1972-1974 : Midi trente (70 épisodes)
- 1973 : Un Monsieur bien rangé (4 épisodes)
- 1979 : Les Amours de la Belle Époque (2 épisodes)
- 1980 : Suivez Lecoq (6 épisodes)
- 1980 : Les Amours des années folles (1 épisode)
- 1982 : Les Amours des années grises (1 épisode)
- 1983 : Les Amours romantiques (1 épisode)
- 1983 : Fraggle Rock (1 épisode)
- 1984-1985 : Le Théâtre de Bouvard (2 épisodes)
- 1985 : Les Amours des années 50 (1 épisode)
- 1985 : Maguy
- 1986 : La bague au doigt
- 1987 : Marc et Sophie (2 épisodes)
- 1988 : La vie en panne
- 1990 : Deux maîtres à la maison
- 1992-1995 : C'est mon histoire (3 épisodes)

##### Téléfilms
- 1971 : La mort des capucines
- 1972 : Comme il vous plaira
- 1973 : L'espion dormant
- 1976 : La poudre aux yeux
- 1976 : Voyez-vous ce que je vois ?
- 1982 : Alice Cooper à Paris
- 1995 : Cœur de père
- 1997 : Mira la magnifique
- 1998 : Marceeel !!!
- 2003 : Dom Juan

#### Cinéma
- 1990 : Feu sur le candidat

### comme scénariste
- 1962-1963 : Les Cinq Dernières Minutes de Claude Loursais
  - C'était écrit (1962) (saison 1, épisode 25)
  - L'eau qui dort (1963) (saison 1, épisode 28)
- 1982 : Alice Cooper à Paris
- 1990 : Feu sur le candidat
- 1992-1995: C'est mon histoire
  - La liberté d'aimer (1992)
  - Cœur de père (1995)